# Ptochophyle prouti
Ptochophyle prouti är en fjärilsart som beskrevs av Bethune-Baker 1915. Ptochophyle prouti ingår i släktet Ptochophyle och familjen mätare. Inga underarter finns listade.